# Deutsch-Südwestafrika
Deutsch-Südwestafrika war von 1884 bis 1915 als Schutzgebiet eine deutsche Kolonie auf dem Gebiet des heutigen Staates Namibia. Mit einer Fläche von 835.100 km² war es ungefähr anderthalbmal so groß wie das Deutsche Kaiserreich. Deutsch-Südwestafrika war die einzige der deutschen Kolonien, in der sich eine nennenswerte Anzahl deutscher Siedler niederließ.
Im Ersten Weltkrieg wurde das Gebiet 1915 von Truppen der Südafrikanischen Union erobert, unter deren Militärverwaltung gestellt und 1919 gemäß den Bestimmungen des Friedensvertrags von Versailles als Völkerbundsmandat Südwestafrika der Verwaltung Südafrikas übertragen.

## Bevölkerung
Das Land war nie dicht bevölkert; denn es konnte bis auf wenige Ausnahmen nur durch extensive Viehzucht genutzt werden. Es befand sich keine einheitliche Bevölkerung in dem ehemaligen Koloniegebiet. Gerade im Gebiet der größten Erhebungen des Hochlandes, bei Windhuk, grenzten zur Zeit der deutschen Besitznahme die beiden Hauptvölker Herero und Nama aneinander. Dazu kamen noch die hervorragend an die widrigen Lebensbedingungen angepassten San, die versklavten Damara und die ganz im Norden lebenden ackerbautreibenden Owambo.
Laut dem Deutschen Kolonial-Handbuch gab es folgende Bevölkerungszahlen zur Jahrhundertwende:
- Hottentotten
  - Zeibschen 150–200
  - Veldschoendrager 800–1000
  - Swartboois (Zwartboois) einige wenige
  - Rote Nation 600
  - Bondelswarts (Bondelzwarts) 1800
  - Topnaar (Toppnaers) 200
- Orlam
  - Bethanier 900–1000
  - Hottentotten von Berseba 900–1000
  - Witboois (Gibeoner)
  - Khauas-Hottentotten
  - andere Afrikaner 30–50
- Baster 1000–1200
- Bergdama 35.000
- Herero 65.000
- Ovambo 60.000
- Deutsche und Fremde 3338 (1900); Männliche Bevölkerung davon
  - Deutsche 1658 (1900)
  - Engländer 128 (1900)
  - Buren 59 (1900)

## Geschichte

### Vorgeschichte

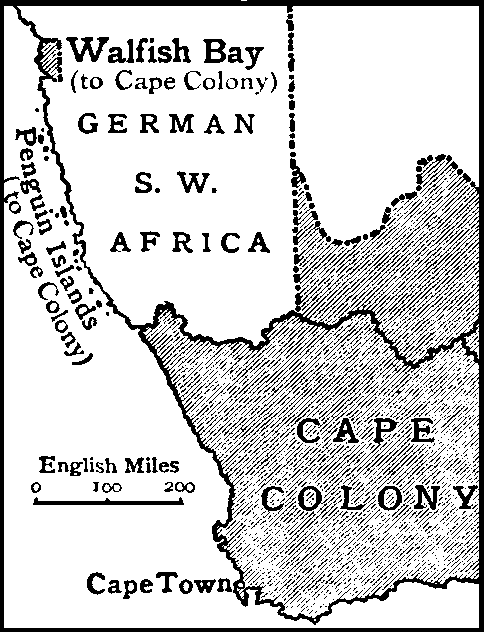
Besitzungen der britischen Kapkolonie beschränkten sich auf die Walfish Bay und Penguin Islands

Erst spät trat Südwestafrika in den Bereich der europäischen Erforschung und Kenntnis. Wohl hatten die Portugiesen schon im 15. Jahrhundert (1486) auf ihren Indienfahrten Landungszeichen in Form von Kreuzen hinterlassen, aber erst die Annahme, es ließen sich im Landesinneren Reichtümer erwerben, führte im 18. Jahrhundert vom Kapland aus zu einigen Expeditionen. Sie sollten erkunden, wie sich der sagenhafte Rinderreichtum der Herero in klingende Münze verwandeln ließe und ob es nicht Goldvorkommen im Land gäbe. Beide Absichten waren jedoch ebenso wenig erfolgversprechend wie ein späterer Versuch der Briten, eine Kupfermine ins Leben zu rufen.
Schon 1868 wollten deutsche Missionare der Rheinischen Missionsgesellschaft den König von Preußen für das Gebiet interessieren und baten um seinen Schutz, da sie unter den ständigen Kämpfen der Afrikaner sehr zu leiden hätten. Der Deutsch-Französische Krieg von 1870/71 ließ jedoch diese Bestrebungen wieder in Vergessenheit geraten. 1876 versuchten die Briten von der Kapkolonie aus, das Gebiet in Besitz zu nehmen, konnten sich aber nicht durchsetzen. Sie behielten jedoch die Walfischbai und die Pinguininseln in ihrer Hand. Als sich die im Inland lebenden Europäer, Missionare und Händler wegen mangelnden Schutzes aufgrund angeblicher Übergriffe durch Afrikaner beklagten, erklärten die britischen Kolonialbehörden, dass sie mit dem Inneren des Landes nichts zu tun hätten und keine Verwaltung ausübten. Die Briten erhoben also, wie sie selbst erklärten, keine weitergehenden Ansprüche auf Südwestafrika.

### Inbesitznahme

Lage Deutsch-Südwestafrikas und anderer deutscher Kolonien in Afrika (1913)

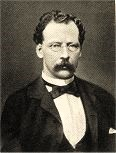
Franz Adolf Lüderitz

Im Auftrag des Bremer Tabakhändlers Adolf Lüderitz erwarb der 22 Jahre alte Kaufmannsgehilfe Heinrich Vogelsang am 1. Mai 1883 die Bucht von Angra Pequena, die heutige Lüderitzbucht und fünf Meilen Hinterland vom Volk der Nama in Bethanien. Der mit ihrem Kaptein Joseph Frederiks vereinbarte Kaufpreis betrug 200 alte Gewehre und 100 englische Pfund. Im September 1883 segelte Lüderitz an Bord eines Dreimasters dann selbst nach Südwestafrika, um als neuer Landesherr seine Erwerbungen zu besichtigen. In den Zeitungen wurde er bald als Held der deutschen Kolonialbewegung gefeiert. Reichskanzler Bismarck entsandte das Kanonenboot Nautilus auf Erkundungsfahrt in die Lüderitzbucht. Dessen Kapitän Richard Aschenborn erstattete dem Reichskanzler später schriftlich Bericht und erklärte, er habe festgestellt, dass Lüderitz den Landbesitz zunächst nur in englischen Meilen vermessen habe. Dieses auch den Nama gut bekannte Längenmaß sei jedoch im Vertrag nicht ausdrücklich vereinbart worden, so dass mit der viermal längeren geographischen deutschen Meile zu rechnen sei. Lüderitz griff den Gedanken sofort auf und beanspruchte fortan ein um das Sechzehnfache größeres Gebiet. Die Nama fühlten sich getäuscht, konnten aber trotz Protest ihren Standpunkt nicht durchsetzen. Am 24. April 1884 telegrafierte Bismarck dem deutschen Konsul in Kapstadt, „Lüderitzland“ stehe unter dem Schutz des Deutschen Reiches. Die Landerwerbungen des Bremer Kaufmanns hatten zwar das Interesse Großbritanniens und des Kaplandes an diesem Gebiet neu geweckt. Nachdem Bismarck jedoch so entschlossen auftrat und die britischen Rechtsansprüche nach vorherigem Verzicht auf das Gebiet recht fragwürdig erscheinen mussten, blieb ihnen nichts anderes übrig, als nachzugeben. Sie beanspruchten nur die schon früher besetzte Walfischbucht. Im Gegenzug ließ Deutschland den im November 1884 erhobenen Anspruch auf die südafrikanische Bucht Santa-Lucia im Mai 1885 endgültig zugunsten Großbritanniens fallen.
Die erste offizielle Flaggenhissung in Südwestafrika fand am 7. August 1884 unter Beteiligung des Nama-Kaptein Josef Fredericks II. nebst seinen Ratsleuten, der Besatzungen zweier deutscher Kriegsschiffe, der Kreuzerfregatte Leipzig und der Korvette Elisabeth, und Vertretern der Firma Lüderitz am Fort Vogelsang in Lüderitzbucht statt.

### Erweiterungen

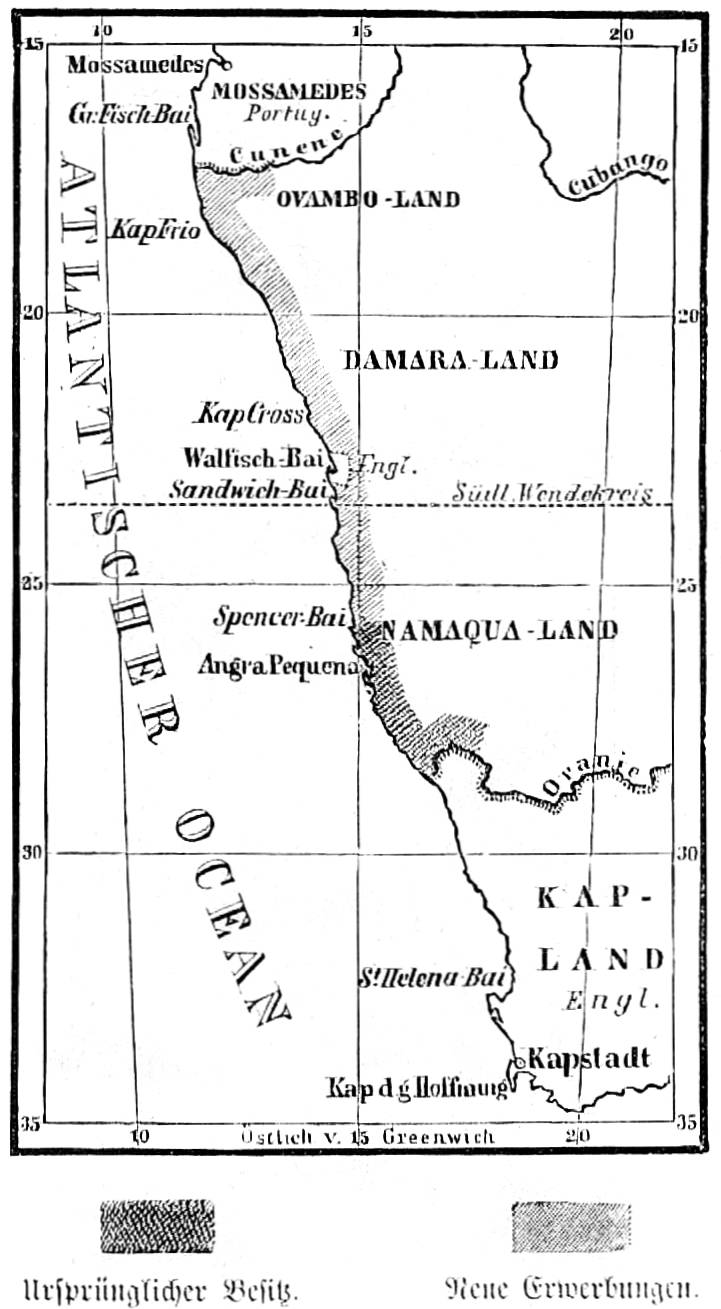
Erste deutsche Besitzung im Namaqua-Land (Lüderitzland) und Erweiterung im Norden bis zum Cunene

Im selben Monat schloss Vogelsang einen zweiten Vertrag ab, in dem Lüderitz der Küstenstreifen zwischen dem Oranje-Fluss und dem 26. Breitengrad und ein Gebiet von 20 Meilen landeinwärts von jedem Punkt der Küste aus für weitere 500 Pfund und 60 Gewehre verkauft wurde. 1885 wurde in Otjimbingwe der erste Verwaltungssitz eingerichtet.
Im deutsch-portugiesischen Vertrag vom 30. Dezember 1886 wurde die Nordgrenze zu den portugiesischen Besitzungen in Angola festgelegt. Unter deutsche Kontrolle kamen Damaraland, das Ovamboland und die Republik Upingtonia. Die Grenzen zu den britischen Besitzungen im Süden und Osten wurden 1890 im Helgoland-Sansibar-Vertrag bestimmt. Hierdurch kam der Caprivizipfel hinzu, von dem man sich neue Handelsrouten versprach und der den Anschluss zum Sambesi-Fluss herstellte.
Deutsch-Südwestafrika erstreckte sich danach vom Oranje-Fluss, der Grenze gegen das Kapland im Süden, über mehr als 1200 km bis zum Kunene, dem Grenzfluss gegen das portugiesische Angola im Norden. Seine Breite von der Küste landeinwärts schwankte, abgesehen vom „Caprivizipfel“, zwischen rund 450 km im Süden und fast 1000 km im Norden. Am 18. Oktober des gleichen Jahres wurde auf Betreiben des Hauptmanns Curt von François der Grundstein für die Feste „Groß Windhuk“ gelegt. Die Schutzgebietsverwaltung wurde bald darauf in diese Festung verlegt. Um sie herum entstand im Laufe der kommenden Jahre die spätere Landeshauptstadt Windhuk, die heute offiziell „Windhoek“ heißt.

### Kolonialverwaltung bis 1903

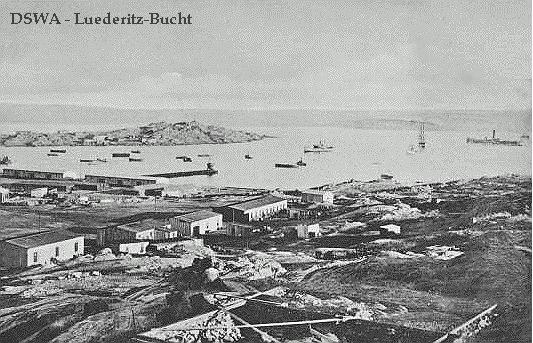
Lüderitzbucht um 1900, Postkarte

Nachdem Lüderitz die deutsche Regierung von der wirtschaftlichen Bedeutung seiner Niederlassung in Südwestafrika überzeugt und dringend um hoheitlichen Schutz gebeten hatte, wurde Gustav Nachtigal 1884 als kaiserlicher Generalkonsul und Kommissar für Deutsch-Westafrika ernannt. In die Ära seiner kurzen Amtszeit fiel der Abschluss des Schutzvertrages mit den Nama. Nach Nachtigals Tod ernannte Reichskanzler Bismarck 1885 Heinrich Göring, den Vater des späteren nationalsozialistischen Politikers Hermann Göring, zum neuen Reichskommissar. Dieser schloss weitere Schutzverträge mit den einheimischen Stämmen ab. Ihm zur Seite standen Carl Gotthilf Büttner als weiterer Unterhändler sowie der als „Kanzler“ fungierende ehemalige Gerichtsreferendar Louis Nels und der Feldwebel Goldammer, der die Polizeigewalt ausüben sollte.
1887 wurde das Gerücht verbreitet, dass bei der Walfischbucht Gold gefunden worden sei. Göring wurde daraufhin aufgefordert, vom Reich eine Schutztruppe anzufordern, die die Ordnung auf den vermeintlichen Goldfeldern aufrechterhalten sollte. Die Reichsregierung lehnte mit dem Hinweis, dass das betroffene Gebiet Privatbesitz der Deutschen Kolonialgesellschaft sei, das Ansinnen ab. Die Kolonialgesellschaft stellte daraufhin mit Unterstützung Görings eine eigene Söldnertruppe, bestehend aus zwei Offizieren, fünf Unteroffizieren und 20 schwarzen Soldaten, auf. Der Goldfund stellte sich später als Schwindel heraus, und die Schutztruppe löste sich wieder auf, nachdem sie zuvor lediglich durch ihre Disziplinlosigkeit aufgefallen war.
1888 kam es zu Auseinandersetzungen zwischen dem Stamm der Witbooi und den Herero, die vergeblich auf Unterstützung der Deutschen hofften. Die Herero kündigten daraufhin die Schürfrechte der Deutschen und den Schutzvertrag auf. Göring gelang es weder, die Vertragskündigungen rückgängig zu machen, noch die kämpfenden Stämme zu befrieden. Als die Witbooi zudem begannen, das ganze Land mit Plünderungen zu terrorisieren, zogen sich Göring und die gesamte deutsche Verwaltung, dem Chaos entfliehend, in die britische Walfischbucht zurück.

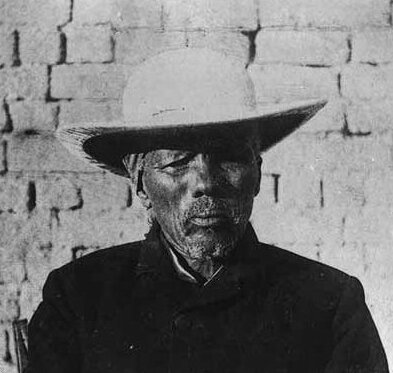
Hendrik Witbooi um 1892

Auf Drängen der Kolonialgesellschaft entsandte die Reichsregierung im Mai 1889 unter der Leitung des Leutnants Hugo von François eine 21-köpfige Truppe, die später auf 50 Mann erweitert wurde, um die deutsche Verwaltung wieder einzusetzen und das Land zu befrieden. François schnitt den Herero die Waffenzufuhr ab und baute Windhuk zu einer Festung aus. Durch das energische Auftreten beeindruckt, nahmen die Herero 1890 die Kündigung des Schutzvertrages zurück. Im selben Jahr kehrte Göring nach Deutschland zurück, und François wurde am 12. Mai 1891 zum vorläufigen Reichskommissar und Landeshauptmann ernannt. Damit lagen die zivile und die militärische Macht in einer Hand. François sah es als seine wichtigste Aufgabe an, die Witbooi unter ihrem Kaptein Hendrik Witbooi zurückzudrängen, denn sie überfielen nun zunehmend die deutschen Siedler. Nachdem die Schutztruppe noch einmal auf nun 212 Soldaten und zwei Offiziere vergrößert worden war, nahm François im April 1893 den Kampf gegen die Witbooi auf. Nach dem Überfall auf Hornkranz zog sich Hendrik Witbooi in die unwegsamen Naukluftberge zurück und führte einen Guerillakrieg gegen die Deutschen.

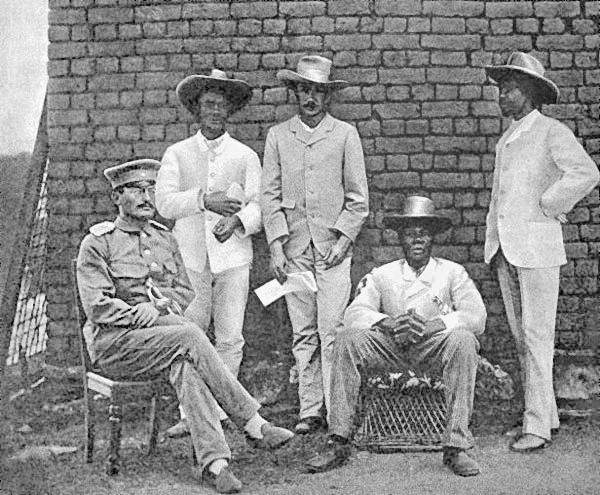
Theodor Leutwein (links sitzend), Zacharias Zeraua (2. von links), Manasse Tyiseseta (sitzend, 4. von links) u. Samuel Maharero (rechts), 1895

Als François nach einem halben Jahr die Witbooi noch immer nicht besiegt hatte und seine Aufgaben als Landeshauptmann kaum noch wahrnahm, kam sowohl in Südwestafrika als auch in Deutschland Unmut auf. Die Reichsregierung entsandte den Major Theodor Leutwein im Dezember 1893 nach Afrika, zunächst mit der Order, François in seinen Verwaltungsaufgaben zu unterstützen. Schnell arbeiteten beide aber auch militärisch zusammen. Nachdem es ihnen gelungen war, eine Reihe von Militärstationen im Witbooi-Gebiet zu errichten, quittierte François seine Ämter und kehrte nach Deutschland zurück. Leutwein stand nun noch vor der Aufgabe, den Kampf gegen die Witbooi unter ihrem Kapitän Hendrik Witbooi zu beenden, die sich inzwischen in der Naukluft, einer unzugänglichen Felsenlandschaft, verschanzt hatten. Nachdem die deutschen Truppen noch einmal durch Nachschub aus Deutschland verstärkt worden waren, griff Leutwein die Witbooi am 27. August 1894 mit drei Kompanien an und zwang sie nach für beide Seiten strapaziösen Gefechten am 11. September 1894 zur Aufgabe. Mit Kapitän Hendrik Witbooi wurde ein Schutzvertrag abgeschlossen, der seinem Stamm ein eigenes Siedlungsgebiet zusicherte, das allerdings unter der Aufsicht einer deutschen Garnison stehen sollte. Die Witbooi hielten sich bis zum Ausbruch des Hereroaufstandes an diesen Vertrag. Nachdem es Leutwein anschließend auch gelungen war, die Hererostämme zu befrieden, kehrte abgesehen von kleineren Geplänkeln für knapp zehn Jahre Ruhe in Deutsch-Südwestafrika ein. In den 1890er Jahren übernahmen deutsche Siedler (z. B. Gustav Voigts) Farmland. 1898 wurde Leutwein zum Gouverneur der Kolonie ernannt.

### Der Herero-Aufstand
Der Aufstand der Herero unter ihrem Kaptein Samuel Maharero begann am 12. oder 20. Januar 1904, nachdem sich die Volksgruppe durch massive Landkäufe der Deutschen Kolonialgesellschaft immer mehr aus ihrem Siedlungsgebiet zurückgedrängt sah und sie durch skrupellose Händler an den Rand der wirtschaftlichen Existenz gebracht worden waren. Zunächst wurden einzelne Farmen, Eisenbahnlinien und Handelsstationen angegriffen. Heftige Kämpfe gab es um die Stadt Okahandja. Die zunächst zahlenmäßig unterlegene deutsche Schutztruppe wurde im Februar durch 500 Marineinfanteristen und eine Freiwilligentruppe verstärkt. Der Kampf gegen die Herero wurde mit drei Abteilungen aufgenommen. Da Leutwein die Kampfkraft der Herero falsch einschätzte, gelang es zunächst nicht, entscheidende Vorteile zu erringen. Die Reichsregierung war mit dem Verlauf der Operationen unzufrieden und ernannte den Generalleutnant Lothar von Trotha zum neuen Oberbefehlshaber der Schutztruppe. Im Gegensatz zu Leutwein verfolgte von Trotha das Ziel der völligen Vernichtung des Gegners. Er ließ noch einmal Verstärkung aus Deutschland kommen und stellte die Herero am 11. August 1904 zur Entscheidungsschlacht am Waterberg.
Es gelang den Herero zwar, wie im Falle einer Niederlage geplant, nach Südosten auszuweichen, sie unterschätzten jedoch die Schwierigkeiten, welche sich durch eine Flucht mit Rinder- und Ziegenherden, Kindern und Verwundeten durch die Omaheke-Trockensavanne ergaben. Während der Kämpfe und der Flucht kamen nach unterschiedlichen Quellenangaben bis zu 60 Prozent der Herero ums Leben. Dieses ging als Völkermord an den Herero und Nama in die Geschichte ein.
Im Oktober 1904 erhoben sich die Nama im Süden des Landes. Der abtrünnig gewordene Kaptein Hendrik Witbooi ließ den ihm freundlich gesinnten Bezirksamtmann von Gibeon, Henning von Burgsdorff, töten. Gleichzeitig erhob sich Kaptein Jakob Morenga und griff in die Kämpfe ein. Es folgte ein jahrelanger zermürbender Kleinkrieg mit der Schutztruppe, der erst 1907/08 endgültig niedergeschlagen werden konnte. Die Vorgänge kosteten durch Krankheiten, Hunger und Durst, Kampfhandlungen, Überfälle, Flucht und vielfach menschenunwürdige Missstände in den Internierungslagern nach Schätzung zwischen 24.000 und 64.000 Herero, etwa 10.000 Nama sowie 1365 Siedlern und Soldaten das Leben. 76 Weiße galten als vermisst und sind wohl größtenteils durch Kriegseinwirkung umgekommen.
Am 10. Juli 2015 wurden die Ereignisse vom deutschen Auswärtigen Amt erstmals als Völkermord bezeichnet.

### Friedenszeit 1908 bis 1914

Gouverneur Friedrich von Lindequist um 1905

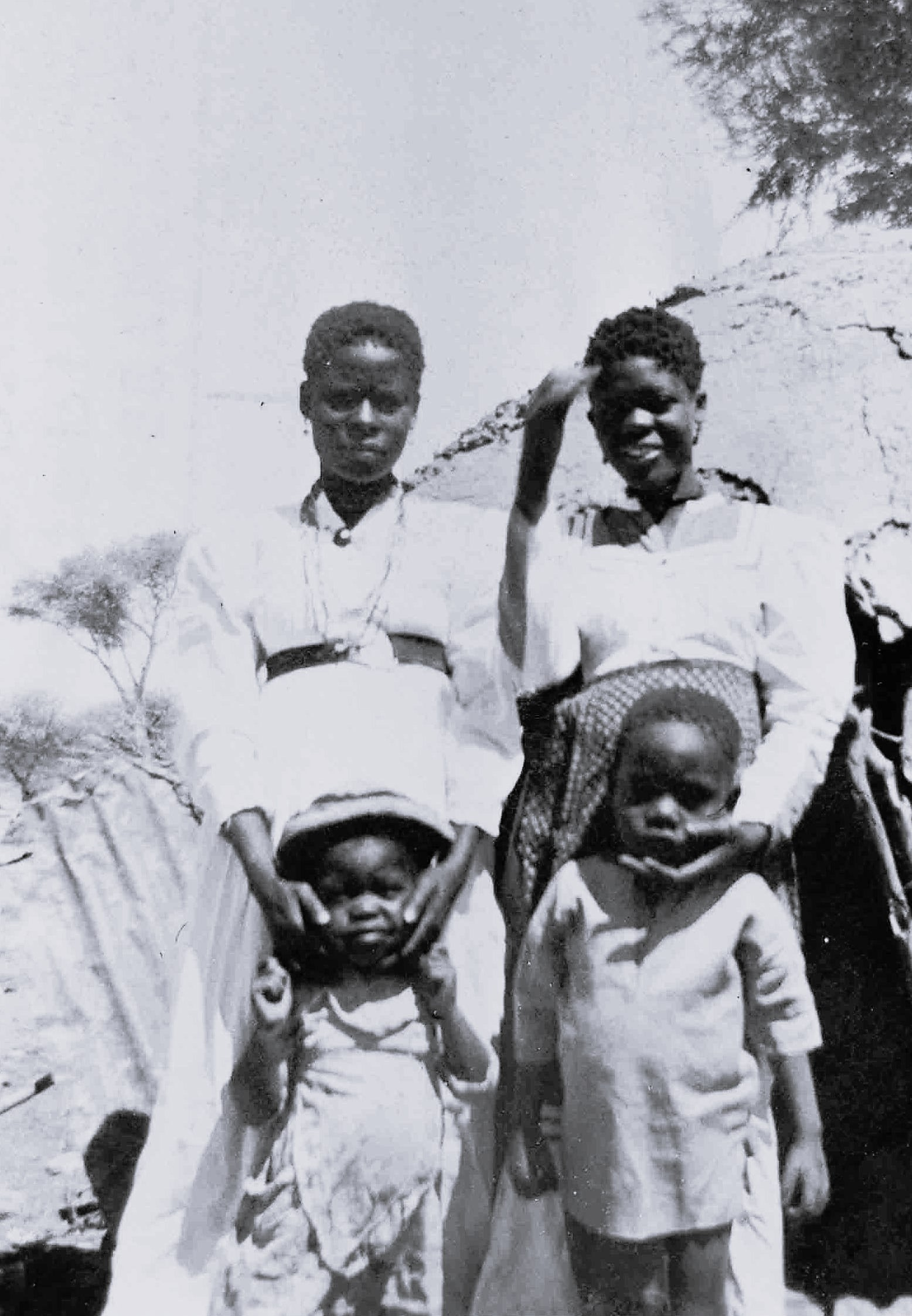
Zwei junge Frauen mit Kindern (1908, Foto DKG-Bestand)

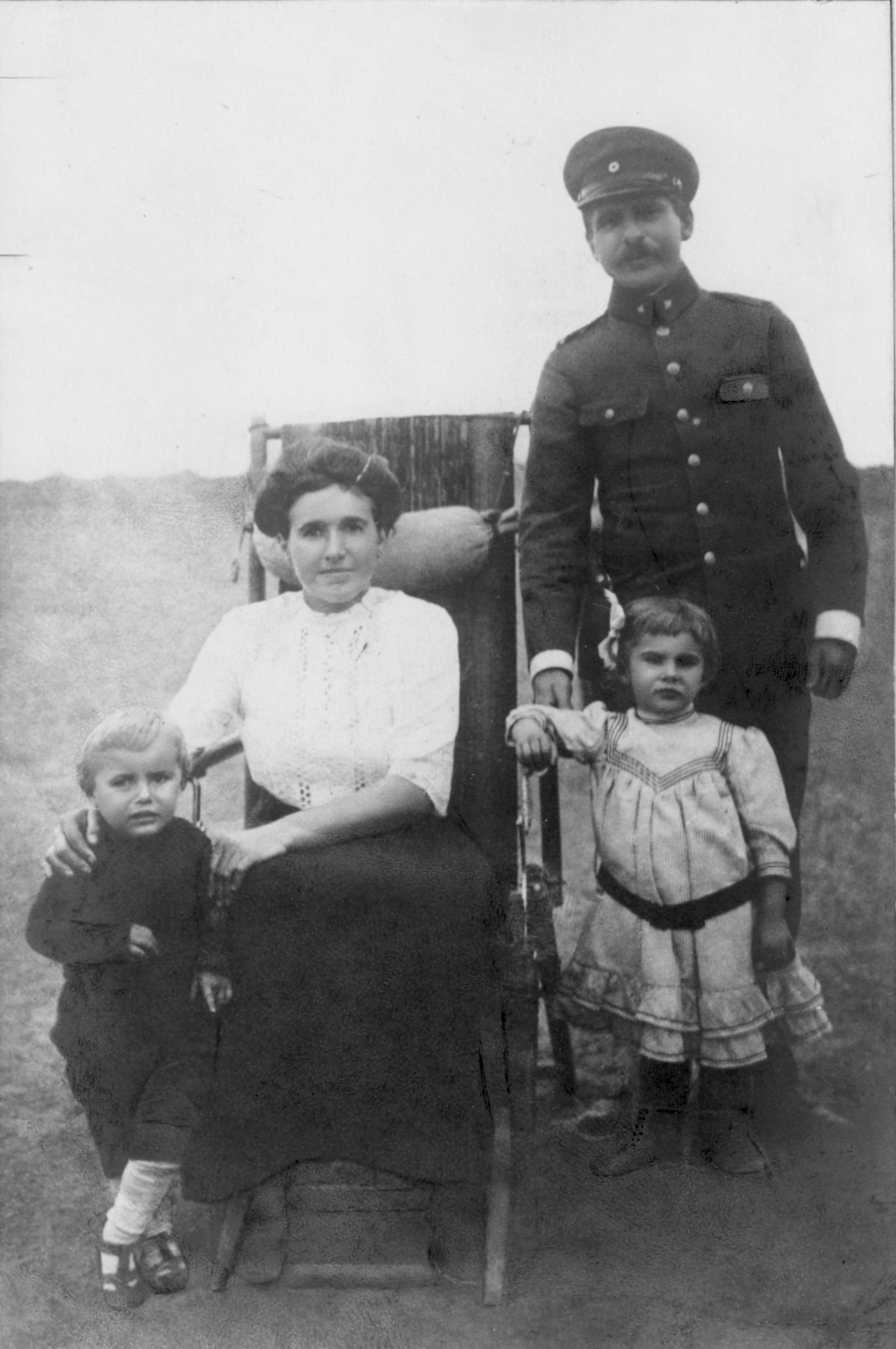
Deutsche Familie um 1913 bei Asab

Durch die Aufstände war die Wirtschaft von Deutsch-Südwestafrika nahezu zum Erliegen gekommen, die Farmwirtschaft musste völlig neu aufgebaut werden, es gab kaum noch Vieh. Der Wiederaufbau war bereits von dem am 19. November 1905 ernannten neuen Gouverneur Friedrich von Lindequist eingeleitet worden. Mit Entschädigungen in Höhe von insgesamt 7 Millionen Reichsmark sorgte die Reichsregierung dafür, dass die meisten Farmer im Land gehalten werden konnten.
1908 wurde Bruno von Schuckmann neuer Gouverneur. Er sorgte für eine effektive Verteilung der Beihilfen, schob Landspekulationen einen Riegel vor und förderte die Einfuhr von Vieh. Sehr vorteilhaft für die südwestafrikanische Wirtschaft wirkte sich die Einfuhr von Karakulschafen aus, deren Fell und Fleisch sich ausgezeichnet vermarkten ließen. Auch die Eröffnung der Bahnlinie Lüderitzbucht–Keetmanshoop im Juli 1908 trug zur Förderung des Wirtschaftslebens bei.
Auf Drängen der weißen Bevölkerung erließ die Reichsregierung am 28. Januar 1909 eine Verordnung über die Selbstverwaltung in Deutsch-Südwestafrika, mit der Gemeinde- und Bezirksverbände sowie ein Landesrat ins Leben gerufen wurden. Der Landesrat, der im April 1910 erstmals zusammentrat, hatte die Aufgabe, den Gouverneur, der weiterhin an der Spitze der Kolonialverwaltung stand, zu beraten.
Deutschland versuchte Waisen als Hilfskräfte mit Niedriglohn für Geschäftsleute und Gewerbetreibende zu gewinnen. Die für Deutsch-Südwestafrika bestimmten Jugendlichen sollten nur bei solchen Kolonisten untergebracht werden, die vertrauenswürdig erschienen und es an nichts fehlen ließen „bei der sittlichen und beruflichen Ausbildung“ ihrer Schutzbefohlenen. Vorrang erhielten die aus Waisenhäusern zu entlassenden Jünglinge und Mädchen, keinesfalls solche aus den Besserungsanstalten und sogenannten Rettungshäusern.
Im Juni 1908 wurde östlich von Lüderitz der erste Diamant gefunden, der einen Massenansturm auf das Gebiet auslöste und dem Land einen neuen Wirtschaftszweig, die Diamantenförderung, bescherte. Bereits nach drei Monaten waren Diamanten von insgesamt 2720 Karat gefunden worden, bis zum Jahresende betrug der Wert der Förderung bereits 1,1 Millionen Reichsmark. Bis zum Ausbruch des Ersten Weltkrieges wurden Diamanten im Wert von 152 Millionen Reichsmark gefördert. Sehr zum Unwillen der Bevölkerung sperrte das Reichskolonialamt das Gebiet der Diamantenfelder südlich des 26. Breitengrades bis zum Oranje in einer Breite von 100 Kilometern und vergab das alleinige Schürfrecht an den Grundeigentümer, die Deutsche Kolonialgesellschaft. Ab 1912 wurde die Diamantenförderung mit einer Steuer von 6,6 Prozent belegt, wodurch der Kolonialverwaltung jährlich etwa 10 Millionen Reichsmark zuflossen.

### Erster Weltkrieg und das Ende der Kolonie

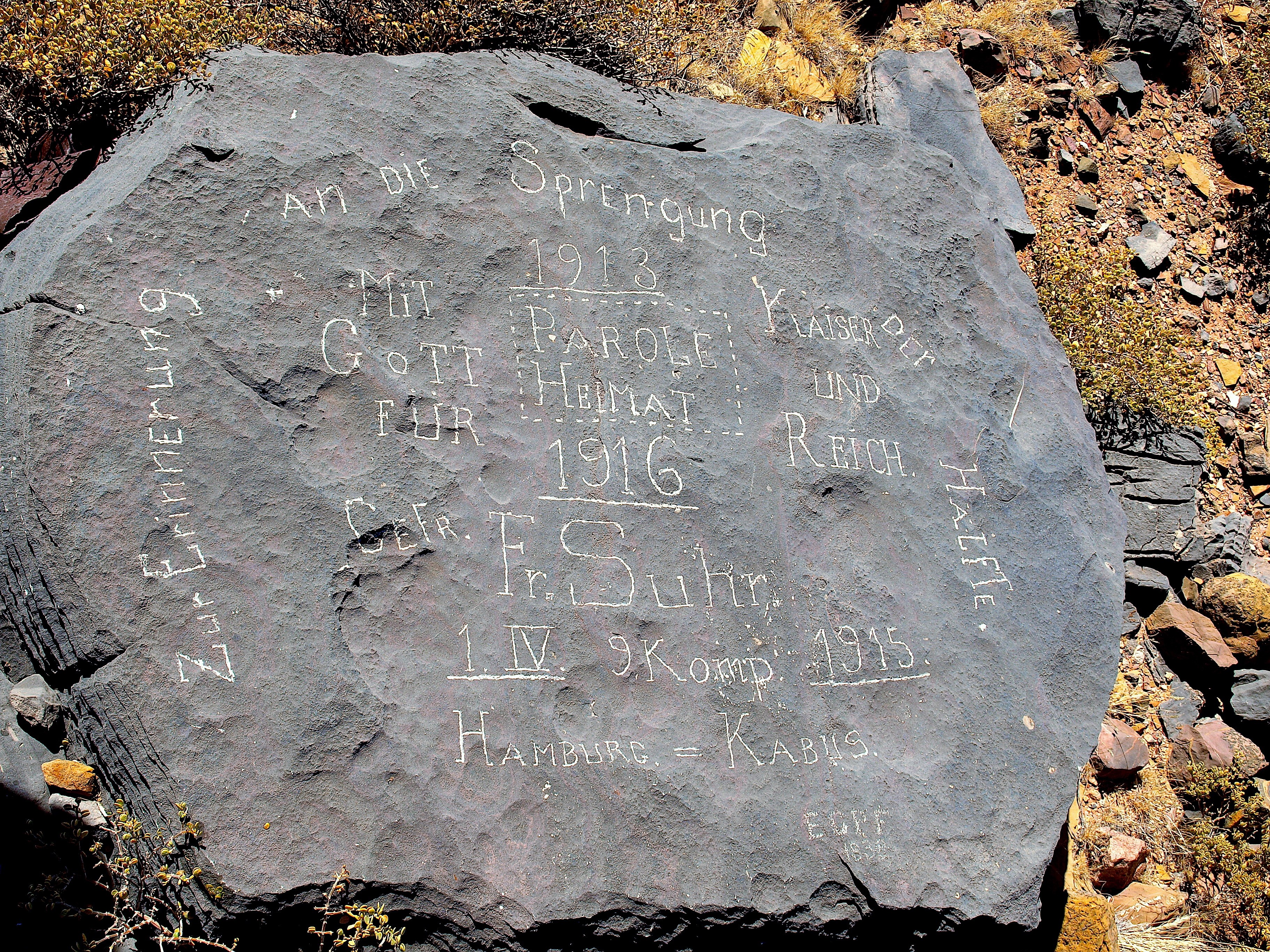
Gedenkstein zur Erinnerung an die letzten kriegerischen Auseinandersetzungen in Deutsch-Südwestafrika, Farm Jakkalskop

Die Nachricht über den Ausbruch des Ersten Weltkrieges erreichte Deutsch-Südwestafrika am 2. August über die sich noch im Bau befindende Großfunkstation in Windhoek. Mit dem Ausbruch des Krieges erwartete man in Deutsch-Südwestafrika einen Angriff der mit Großbritannien alliierten Südafrikanischen Union. Daher rief man am 8. August die Mobilmachung aus und evakuierte einen 50 Kilometer breiten Streifen entlang der Grenze zu Südafrika. Am 9. September beschloss das südafrikanische Parlament die Kriegsteilnahme.
Erste Schüsse fielen bereits am 13. September 1914 bei den Polizeistationen von Nakop und Ramansdrift, und bereits am 19. September besetzten südafrikanische Truppen in Stärke von 2000 Mann die Lüderitzbucht. Einen Tag später überschritt eine Abteilung der Unionstruppen den Oranje, die jedoch von den deutschen Truppen in der Schlacht bei Sandfontein zurückgeschlagen werden konnte. Danach verlagerten die Südafrikaner ihre Angriffe wieder an die Lüderitzbucht und konnten dort entlang der Bahnlinie bis zum 9. November 70 Kilometer ins Inland vorstoßen. Im März 1915 marschierten südafrikanische Truppen von Walfischbai aus in Richtung Keetmanshoop, das ihnen am 19. April in die Hände fiel. Im Süden musste die deutsche Schutztruppe der Übermacht des Feindes weichen und zog sich nach Norden zurück. Anfang Mai verlegte Gouverneur Theodor Seitz seinen Amtssitz von Windhuk nach Grootfontein.
Es stellte sich nun heraus, dass die deutsche Schutztruppe den Südafrikanern hoffnungslos unterlegen war; das galt sowohl für die Truppenstärke als auch für die Ausrüstung. Während die deutsche Truppe bei Ausbruch des Krieges durch Seeleute, Reservisten, Freiwillige und Einheimische auf 5000 Mann aufgestockt worden war, stand ihr auf der gegnerischen Seite ein Heer von 43.000 Soldaten gegenüber. Den Deutschen standen zwei veraltete Flugzeuge und fünf Kraftwagen zur Verfügung, wogegen die Südafrikaner sechs moderne Kampfflugzeuge und 2000 Motorfahrzeuge einsetzen konnten.
Nachdem die Unionstruppen die deutschen Verteidiger auch im Norden immer weiter zurückgedrängt hatten, bot Gouverneur Seitz dem südafrikanischen General Botha am 21. Mai 1915 vergeblich einen Waffenstillstand an. Am 1. Juli erlitt die Schutztruppe ihre letzte und endgültige Niederlage bei einem Gefecht bei Otavi, westlich von Grootfontein. Am 9. Juli 1915 unterzeichneten Gouverneur Seitz und Oberstleutnant Victor Franke eine Erklärung über die Übergabe der deutschen Schutztruppe an die Südafrikanische Union.
Der aktive Teil der Schutztruppe wurde in einem Lager bei Aus interniert, die Reservisten konnten nach Deutschland zurückkehren. Die Verwaltung der deutschen Kolonie übernahm das südafrikanische Militär. Etwa die Hälfte der deutschen Bevölkerung Südwestafrikas wurde bis zum Juli 1919 nach Deutschland zurückgeschickt. Das Ende von Deutsch-Südwestafrika wurde mit dem Versailler Vertrag vom 28. Juni 1919 besiegelt. Es wurde zum Mandatsgebiet des Völkerbundes erklärt und mit der Bezeichnung Südwestafrika unter die Verwaltung der Südafrikanischen Union gestellt.

## Wirtschaft und Infrastruktur

### Landwirtschaft
Die traditionelle Landwirtschaft zu Beginn der deutschen Kolonialzeit basierte auf dem Sammeln von ǃNarasKlicklaut und Gummi arabicum sowie den Anbau von Mais, Weizen, Tabak, Kürbissen und Melonen, vor allem durch die Ovambos. Handel wurde vor allem mit Guano, Fellen, Elfenbein und Hörnern betrieben.
Die ersten Missionare bauten auch Gemüse, Obst und Weintrauben an. Die ersten deutschen Siedler beschäftigten sich hauptsächlich mit der Viehwirtschaft. Die Zahl der gehaltenen Rinder stieg von rund 121.000 im Jahre 1910 auf 205.000 drei Jahre später.
Im Süden entwickelte sich eine Wollschaf- und Ziegenzucht. Ziegen und Schafe waren im Lande jeher weit verbreitet und lieferten in erster Linie Fleischnahrung. Europäische Züchter experimentierten mit Merino- und Karakulschafen, deren Zahl rasch anwuchs. Von den 135.500 km² landwirtschaftlicher Nutzfläche waren 1913 nur 56 km² bebaut – meist mit Mais, Kartoffeln oder Kürbissen. Der geplante Ausbau bewässerter Flächen fand kriegsbedingt nicht mehr statt.

### Forstwirtschaft
Deutsch-Südwestafrika war nur zu etwa 0,5 % mit Wald bedeckt (Namibia 2020: etwa 8 %). Dies ist wohl ein Mitgrund dafür, dass Deutsch-Südwestafrika die einzige deutsche Kolonie in Afrika war, für die keine größeren forstlichen Aktivitäten durch die Kolonisten dokumentiert wurden.

### Bergbau
Bereits vor dem Fund von Diamanten wurden in Deutsch-Südwestafrika Bodenschätze nachgewiesen. Die früh gehegte Hoffnung auf abbauwürdige Goldvorkommen erfüllte sich jedoch nicht. Stattdessen stand der Abbau von Kupfererzen nach den Diamanten an zweiter Stelle. Kupfer wurde vor allem bei Tsumeb und Otavi sowie am Khan-Rivier gefördert. In der Umgebung von Karibib wurde ein Marmorwerk errichtet und Marmor zur Verschiffung nach Deutschland vorbereitet.

### Indigene Arbeitskräfte
Auf den Farmen wurden indigene Arbeitskräfte angeworben, die meist aus dem Ovamboland stammten, wobei Landwirte, die diese schlecht behandelten, meist Schwierigkeiten bei der Rekrutierung hatten. Hereros und Buschmänner waren für Arbeit im westlichen Sinne kaum einsetzbar. Die Maßregeln zur Kontrolle der Eingeborenen von 1907 brachten zahlreiche Indigene dazu, lohnabhängige Beschäftigungen anzunehmen.
Zum Eisenbahnbau warb man aus Südafrika bevorzugt „Kaffern“ und Baster an. Nachdem es 1911 in Wilhelmsthal zu einem Streik einiger der 6500 Arbeiter gekommen war, sollten diese ersetzt werden. Anfragen nach Arbeitskräften lehnten die Verwaltungen der anderen deutschen Kolonien in Afrika jedoch ab. Der Landesrat bestimmte 1913, dass die wenigen saisonal verfügbaren Arbeiter aus Ovambo nur noch beim Eisenbahn- und Bergbau verwendet werden durften. Die britischen Besatzer schätzten 1915 die Zahl der potenziell rekrutierbaren Arbeitskräfte auf 156.000 Personen.

### Verkehrswege
Als im Norden Kupfer und später im Süden Diamanten gefunden wurden, entwickelte sich auch eine lokale industrielle Infrastruktur.

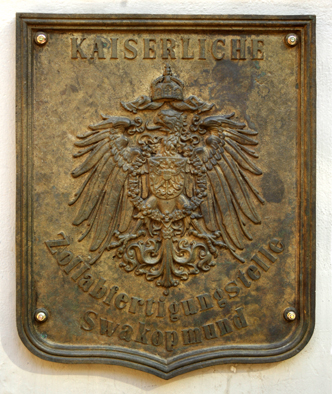
Kaiserliche Zollabfertigungsstelle Swakopmund

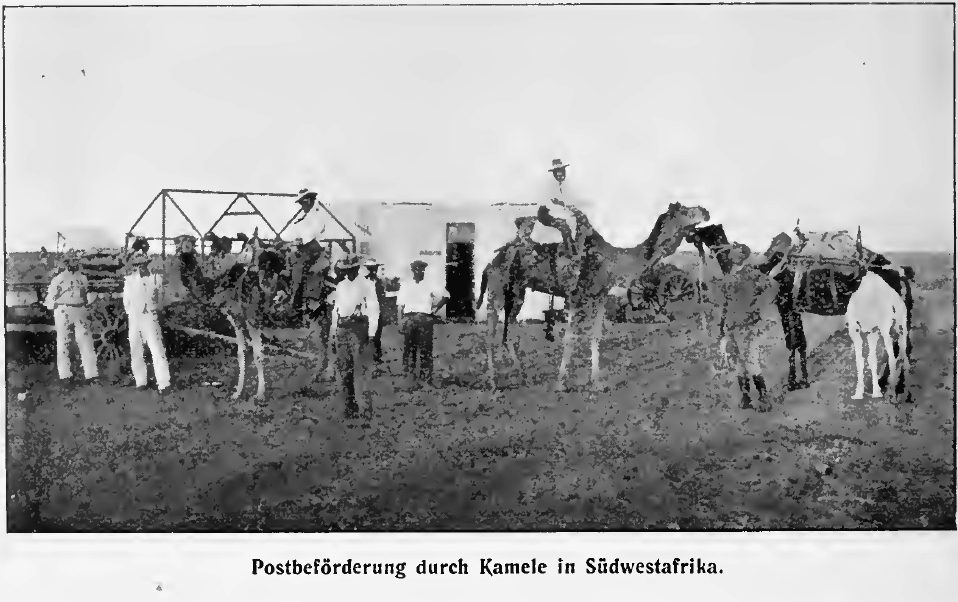
Postbeförderung mit Dromedaren (aus anderen Teilen Afrikas eingeführt)

Der Bau der ersten, in einer Spurweite von 600 Millimetern angelegten Bahnstrecke Swakopmund–Windhoek begann 1897. Die bislang ausschließlich verfügbaren Ochsenwagen waren schon länger als unzureichend und zu langsam kritisiert worden, der Ausbruch der Rinderpest brachte das Transportwesen in jenem Jahr schließlich zum Zusammenbruch. Die vollständige Strecke wurde am 19. Juli 1902 eröffnet. Ab 1903 baute die Otavi Minen- und Eisenbahn-Gesellschaft (OMEG) mit der Otavibahn ebenfalls eine Strecke ab Swakopmund, die bis Kranzberg parallel zur staatlichen Strecke nach Windhuk verlief. In Otavi verzweigte sich die Strecke nach den Endpunkten Tsumeb und Grootfontein. Mit der Strecke erschloss die OMEG die ergiebigen Kupferlagerstätten rund um Otavi. In den 1950er Jahren wurde sie durch eine Kapspurstrecke ersetzt.
Bis zum Ende der deutschen Kolonialherrschaft im Jahre 1915 folgten weitere Bahnverbindungen in den Süden und Norden des Landes; so von Lüderitz nach Aus und Keetmanshoop (1908) und von Keetmanshoop nach Windhuk. Diese Strecken entstanden in Kapspur, analog zur benachbarten Südafrikanischen Union. Der Abschnitt zwischen Windhoek und Kranzberg der ersten Staatsbahnstrecke wurde 1910 ebenfalls auf Kapspur umgestellt (der restliche Abschnitt bis Swakopmund wurde erst im Verlaufe des Ersten Weltkriegs durch die Briten umgespurt). Damit hatte Deutsch-Südwestafrika das umfangreichste Streckennetz aller deutschen Kolonien. Es hatte bei Ausbruch des Ersten Weltkrieges eine Länge von 2372 Kilometern, wovon 2178 km in Betrieb waren. Mit dem Aufbau dieses Bahnnetzes wurde ein entscheidender Anteil am Aufstieg des Landes erreicht. Der frühe, staatlich unterstützte Versuch, mit LKW das Land zu erschließen, brachte mit zwei importierten Modellen keinen Erfolg, da sie im Wüstensand steckenblieben.
Auch das Automobil blieb in der Kolonie eine Randerscheinung. 1909 führte das Gouvernement das erste Auto, einen Daimler-Benz Mercedes, ein. Im selben Jahr durchfuhr der deutsche Offizier Paul Graetz zum Abschluss seiner Afrikadurchquerung das Gebiet von Deutsch-Südwestafrika, aus Osten kommend, über Windhoek nach Swakopmund. Im Allgemeinen beließ man es bis zum Ende der deutschen Kolonialherrschaft bei den ochsenbespannten Karren, die auch das Militär einsetzte.
Eine regelmäßige Schiffsverbindung mit Deutschland erfolgte ab 1898 am 25. jedes Monats durch die Woermann-Linie. Diese erhielt bis zur Vollendung einer Mole (geplant für 1915) in Swakopmund ein Transportmonopol, das auch für Lüderitz galt. Eine Schiffsverbindung zwischen Kapstadt und Walfischbai wurde durch den Küstendampfer „Leutwein“ bedient. Die Kolonie wurde fast nur von unter deutscher Flagge fahrenden Schiffen angelaufen. Fremde Schiffe machten bezogen auf die Tonnage 1907 15 % und 1912 nur 2,4 % aus.

### Post und Fernmeldewesen

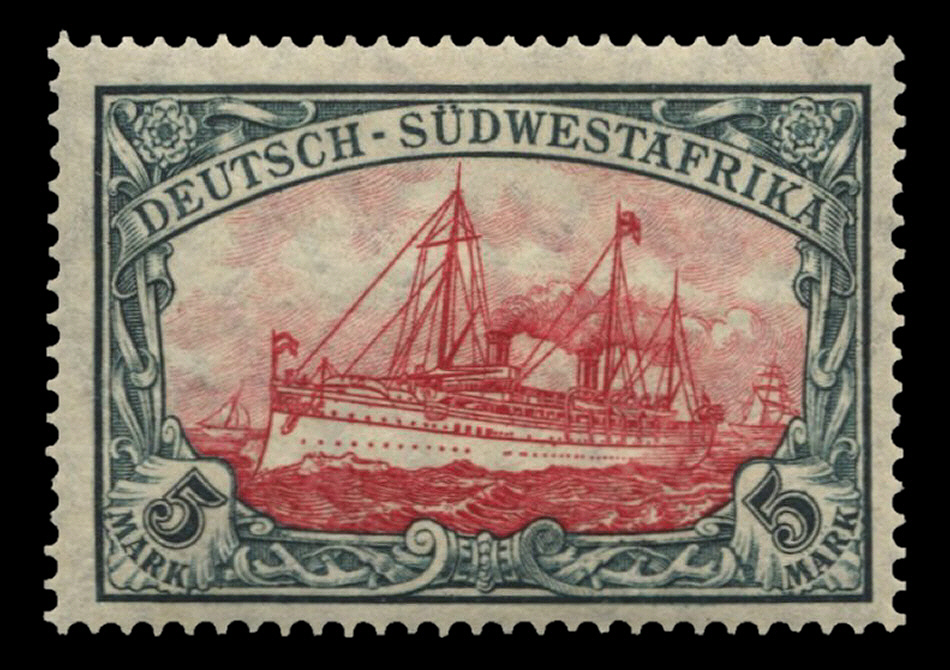
Postverkehr von Deutsch-Südwestafrika, Briefmarke von 1906

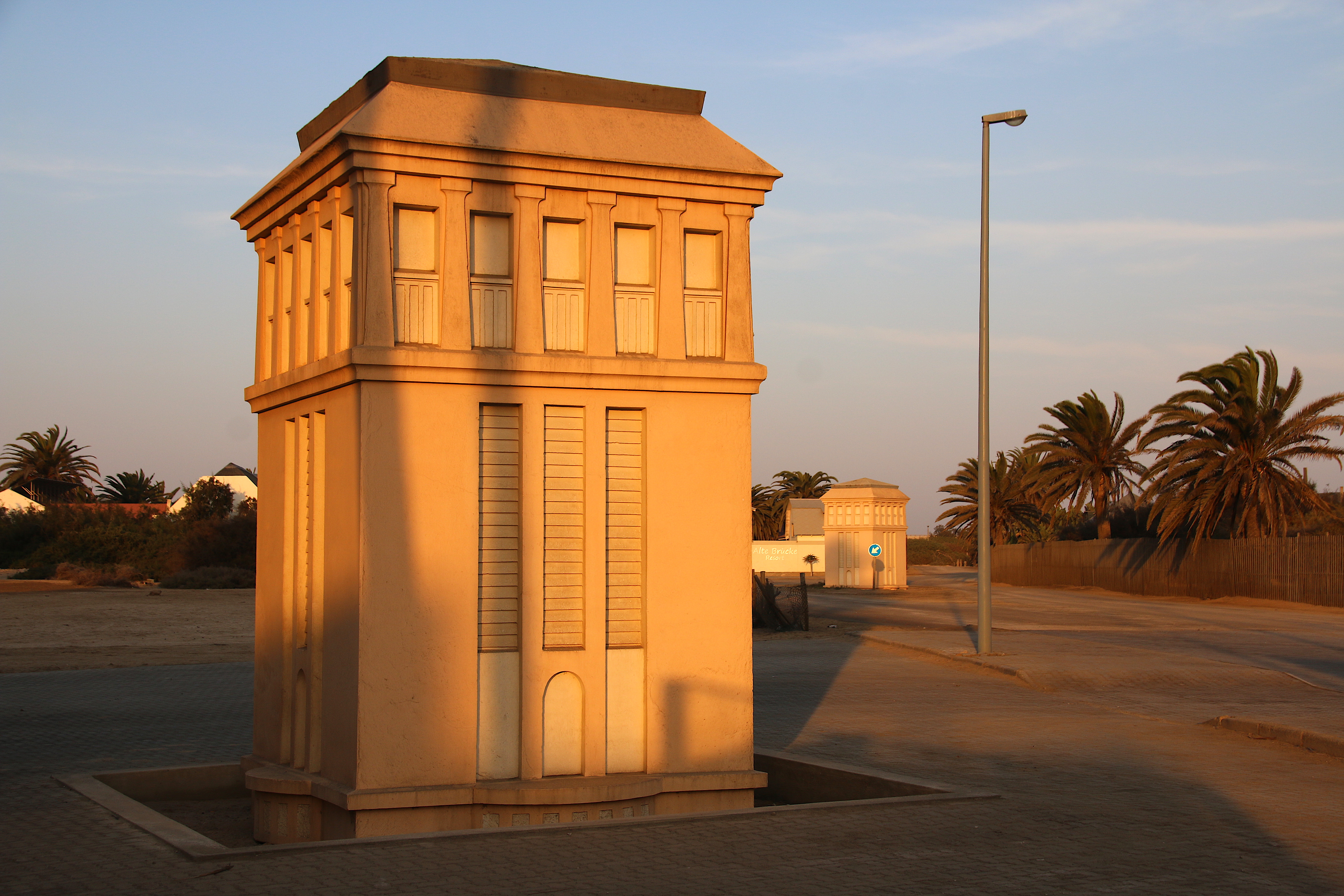
Zwei der drei noch bestehenden Abspannsockel des ehemaligen Sendemasts in Swakopmund

Bis 1913 entstanden in Deutsch-Südwestafrika 102 Post- und Telegraphenanstalten. Die Anzahl der Postbeamten stieg von 13 im Jahre 1902 auf 73 bis April 1913, dazu kamen 91 Eingeborene in untergeordneten Stellungen. Den Betrieb von kleineren Postagenturen (1913: 42) besorgten oft nebenbei Bahnbeamte oder Polizisten usw.
Ab 1901 wurden in Deutsch-Südwestafrika Heliographenstrecken aufgebaut. Sie reichten weit in den Norden und Süden des Landes sowie auch in den Osten bis Gobabis. Sie wurden militärisch wie auch zivil genutzt.
Die Telegraphenlinien wurden von der Post, der Bahn oder dem Militär betrieben. Das zivile Netz hatte zu diesem Zeitpunkt eine Gesamtlänge von 3964 Kilometern. An 28 Plätzen waren bis April 1913 Ortsfernsprechnetze mit 954 Anschlüssen eingerichtet. Bei der Walfischbucht war das Schutzgebiet über ein britisches Seekabel an das Welttelegraphennetz angeschlossen. Nach 1910 begannen die Pläne für den Einsatz von Funkstellen in Deutsch-Südwestafrika Gestalt anzunehmen. Am 4. Februar 1912 ging die Küstenfunkstelle Swakopmund in Betrieb. Eine ähnliche Station in Lüderitzbucht konnte am 3. Juni 1912 fertiggestellt werden. Kurz vor Beginn des Ersten Weltkriegs wurde schließlich die Großfunkstelle Windhuk aufgebaut. Die Station war mit der Funkstation Kamina in Togo vergleichbar, die als Vermittlungspunkt nach Deutschland vorgesehen war. Versuchsweise gelang auch die direkte Verbindung mit der 8340 Kilometer entfernten Großfunkstelle Nauen bei Berlin.

### Rechtspflege
Die Rechtspflege gegenüber der deutschen Bevölkerung und den ihnen als „Schutzgenossen“ gleichgestellten Europäern erfolgte durch Bezirksgerichte und das Obergericht in Windhuk. Bezirksgerichte bestanden im Jahre 1909 in Keetmannshoop, Lüderitz, Omaruru, Swakopmund und Windhuk.
Gegenüber der indigenen Bevölkerung waren mit der Strafrechtspflege bis zu den Aufständen der Jahre 1904–1908 größtenteils weiterhin die Stammeshäuptlinge betraut. Eine weitestgehende Autonomie in der Rechtsprechung wurde diesen durch die Schutzverträge zugesichert. Nach Ende der Aufstände erachtete man die ihnen vertraglich garantierte Autonomie als „verwirkt“ an, so dass die indigene Bevölkerung vollumfänglich der Jurisdiktion der Bezirksamtsmänner, also den Vorstehern der einzelnen Verwaltungsbezirke unterstanden. Lediglich den nicht an den Aufständen beteiligten Stämmen wurde die Gerichtsbarkeit in Zivilstreitigkeiten belassen. Im Jahre 1914 existierten elf Bezirksämter, fünf selbständige Distriktsämter und eine Residentur, die mit der indigenen Rechtspflege betraut waren.

### Banken
Ein wesentlicher Teil der innerkolonialen Geldgeschäfte wurde durch Postanweisungen getätigt. Mark-Banknoten, die nicht von der Reichsbank emittiert worden waren, wurden nur gegen hohe Abschläge angenommen. Vor 1914 operierte die Deutsche Afrika-Bank (Hauptsitz Hamburg) als Geschäftsbank u. a. in Lüderitz. Die Deutsche Kolonialgesellschaft vermittelte über ihr Berliner Hauptquartier Bankgeschäfte nach Swakopmund. Eine Deutsch-Südwestafrikanische Genossenschaftsbank wurde 1908 in Windhuk von 28 Landwirten gegründet. 1912 hatte man 131 Genossenschafter. Ebenfalls genossenschaftlich organisiert war der von Industrie-Arbeitern 1911 gegründete Swakopmunder Bankverein. Seine Mitgliederzahl stieg zwischen 1911 und 1912 von 56 auf 68, wobei eine Gewinnbeteiligung von 21 % ausgeschüttet werden konnte. Die Spar- und Darlehenskasse (Gibeon), 1913 mit 44 Genossen, war nur von örtlicher Bedeutung, wo zugleich das Lagerhaus betrieben wurde. Die mit einer Million Mark kapitalisierte Südwestafrikanische Boden-Kredit-Gesellschaft (gegr. 1912 in Swakopmund) war das erste Kreditinstitut der Kolonie, die sämtliche Finanzdienstleistungen einer Geschäftsbank erbrachte. Sie diente in der kurzen Zeit ihres Bestehens hauptsächlich als Hausbank der Gemeindeverwaltungen und Hypothekenkasse. Filialen eröffnete man in Lüderitz und Windhuk. Schon im ersten Jahr begab man eine Anleihe über 3 Millionen Mark. Die zehn Millionen Mark Kapital der Landbank, die durch kaiserliche Verordnung vom 9. Juni 1913 ins Leben gerufen wurde, sollten vollständig von der Protektoratsverwaltung aufgebracht werden. Geschäftszweck war die Bereitstellung von zinsgünstigen Krediten zum Ausbau der Landwirtschaft und Infrastruktur. Sie kontrollierte vollständig die Geschäfte der auf private Initiative im Dezember 1913 gegründeten Omaruru Bank, deren 100 Aktionäre jeweils mindestens 5000 Mark zeichnen mussten.
Bald nach der Besetzung 1915 wurden die Bankgeschäfte von der Standard Bank of South Africa und der First National Bank of South Africa übernommen.

### Luftfahrt

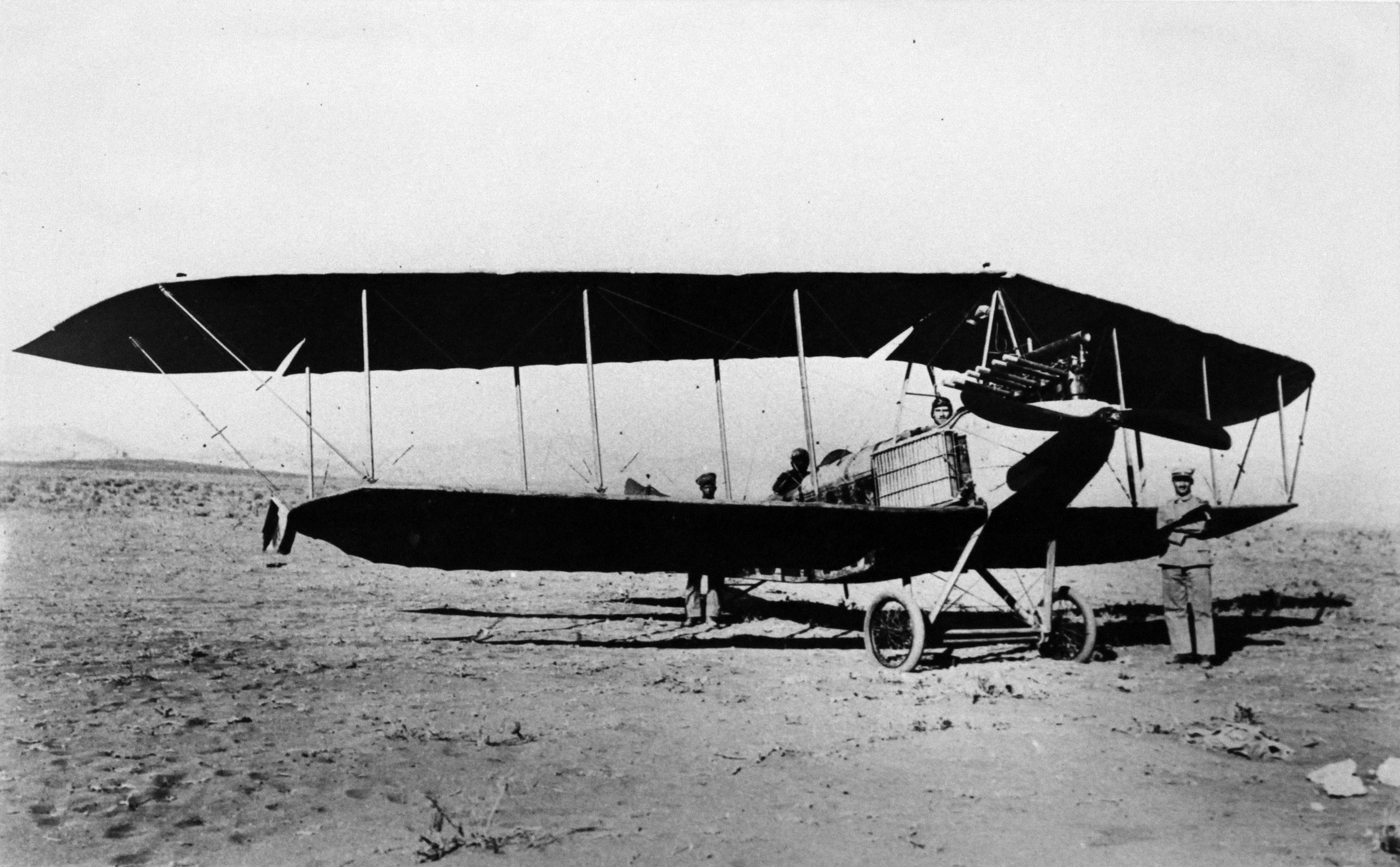
Einer der Doppeldecker, die während des Ersten Weltkriegs in Deutsch-Südwestafrika zum Einsatz kamen, 1914–1915

Bereits beim Aufstand der Herero und Nama setzte die deutsche Seite Telegrafenabteilungen der Luftschiffertruppen ein. Mit kleinen Fesselballons hob das Militär Antennen empor, um die Reichweite der Funksignale zu vergrößern. Im Mai 1912 bildete sich der Deutsch-Südwestafrikanische Luftfahrerverein in Keetmanshoop. Nachfolgend entstanden zahlreiche Ortsgruppen, unter anderem in Lüderitzbucht, Swakopmund und Windhuk. Die Zahl der Mitglieder wuchs auf mehrere hundert an. Das Ziel des Vereins bestand in der Förderung der Luftfahrt in den deutschen Kolonien, insbesondere in Deutsch-Südwestafrika. Im Mittelpunkt stand die Forderung von Flugzeugen und Luftschiffen zu militärischen Zwecken. Die Idee traf bei den zuständigen Stellen in der Kolonialverwaltung auf Zustimmung, so dass es 1914 zur Stationierung von je einem Flugzeug auf Flugplätzen bei Karibib und Keetmanshoop kam. Hier lagen auch Standorte der Verkehrszüge der Schutztruppe. In weiteren Orten des Schutzgebietes wurden ebenfalls mit einfachen Mitteln Flugfelder angelegt. Im Mai und Juni 1914 trafen insgesamt drei Flugzeuge per Schiff in Swakopmund ein. Es handelte sich um einen Aviatik- sowie einen Roland-Pfeildoppeldecker von LFG. Mit einem dritten Flugzeug, einem Pfalz-Doppeldecker mit Druckpropeller, unternahm der Pilot Bruno Büchner auf private Initiative Post- und Schauflüge, ehe er sich samt Fluggerät weiter nach Deutsch-Ostafrika einschiffte. Die anderen beiden Flugzeuge wurden während des Ersten Weltkriegs in Südwestafrika für Aufklärungsflüge und Bombardierungen feindlicher Truppenlager eingesetzt, bis sie bei missglückten Startvorgängen im April und Mai 1915 verlorengingen.

## Geplante Symbole für Deutsch-Südwestafrika
Im Jahr 1914 wurde ein Wappen sowie eine Flagge für Deutsch-Südwestafrika geplant, jedoch wegen des Kriegsbeginns nicht mehr eingeführt.

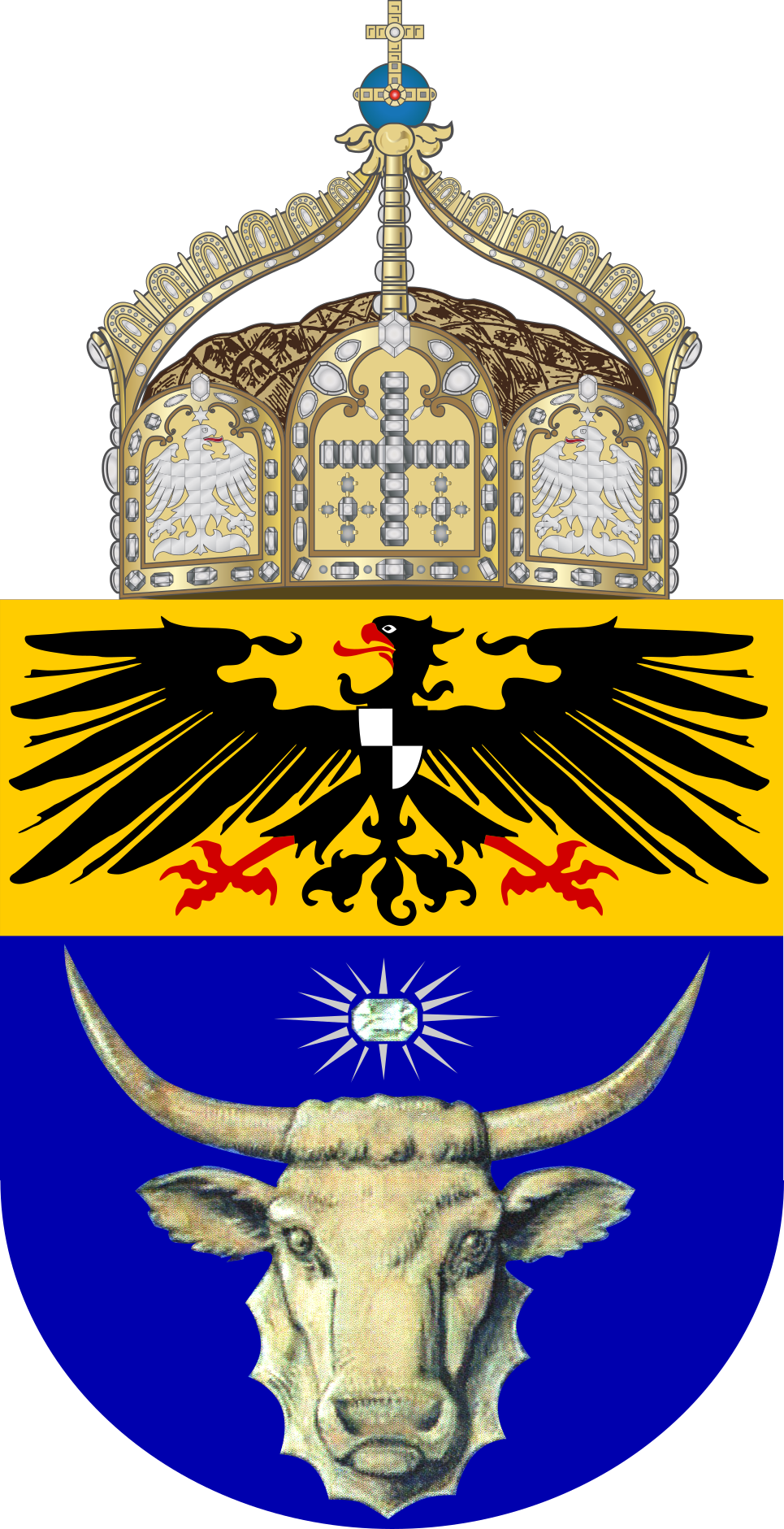
Geplantes Wappen
Entwurf für eine geplante Flagge